# Микел Артета
Микел Артета Аматријаин (шп. Mikel Arteta Amatriain; 26. март 1982) шпански је професионални фудбалски тренер и бивши фудбалер који тренутно ради као тренер Арсенала.

## Клупска каријера

### Евертон
У јануарском прелазном року 2005. године, тадашњи тренер Евертона, Дејвид Мојз, довео је Артету који је играо значајну улогу у Евертоној борби за Лигу шампиона за коју су се и квалификовали као четвртопласирана екипа у Премијер лиги. Први гол за Евертон постигао је против Кристал паласа у победи од 4:0. Наредне сезоне 2005/06, добио је награду за играча сезоне и од стране навијача и од стране играча. Те сезоне је постигао један гол у 29 лигашких наступа. Добру форму пренео је и у следећу сезону у којој је, након много награда за играча утакмице, поново освојио награду за играча сезоне од стране навијача други пут узастопно. Сезону је завршио са девет погодака на 35 утакмица.
Имао је стомачних проблема током другог дела сезоне 2007/08. па је морао ићи да мању операцију да би се решио те повреде. Касније је имао проблема и са лигаментима колена па је принудно изашао на мечу против Њукасла. Опоравио се у јануару 2010. године када је играо у ФА купу против ФК Бирмингема.

### Арсенал
Артета је у лондонски тим званично прешао 31. августа 2011. године за десет милиона фунти. Дебитовао је 10. септембра против Свонзија када је Арсенал победио 1:0, а први гол је постигао против Блекберна. Био је веома запажен у ФА купу 2013/14. постигавши гол у четвртфиналу против бившег клуба, Евертона, и у полуфиналу против Вигана у извођењу пенала. У финалу против Хала је носио капитенску траку. Тај меч је Арсенал добио резултатом 3:2 након продужетака, и на тај начин је Артета освојио први велики профеј у енглеском фудбалу.
На почетку сезоне 2014/15. постао је капитен Арсенала. Као први капитен освојио је титулу у ФА Комјунити шилду против Манчестер Ситија. Те сезоне играо је на једанаест утакмица постигавши гол на једној. Своју последњу утакмицу одиграо је у последњем колу када је натерао голмана Астон Виле да постигне аутогол. На крају утакмице Артета је добио велике овације од стране навијача.

## Репрезентативна каријера
Играо је за неколико омладинских селекција Шпаније, био је капитен репрезентације до 21 године у квалификацијама за ЕП 2004, али никада није наступао за сениорски тим.

## Приватни живот
Артета је 12. марта 2020. године током пандемије вируса корона био позитиван на COVID-19.

## Статистика каријере

### Клупска
Ажурирано 8. маја 2016.
| Клуб              | Сезона            | Лига     | Лига   | Куп1     | Куп1   | Европа   | Европа | Укупно   | Укупно |
| Клуб              | Сезона            | Утакмице | Голови | Утакмице | Голови | Утакмице | Голови | Утакмице | Голови |
| ----------------- | ----------------- | -------- | ------ | -------- | ------ | -------- | ------ | -------- | ------ |
| Барселона Б       | 1999/2000.        | 26       | 1      | —        | —      | —        | —      | 26       | 1      |
| Барселона Б       | 2000/01.          | 16       | 2      | —        | —      | —        | —      | 16       | 2      |
| Барселона Б       | Укупно            | 42       | 3      | —        | —      | —        | —      | 42       | 3      |
| Париз Сен Жермен  | 2000/01.          | 6        | 1      | 1        | 0      | 4        | 0      | 11       | 1      |
| Париз Сен Жермен  | 2001/02.          | 25       | 1      | 7        | 2      | 10       | 1      | 42       | 4      |
| Париз Сен Жермен  | Укупно            | 31       | 2      | 8        | 2      | 14       | 1      | 53       | 5      |
| Рејнџерс          | 2002/03.          | 27       | 4      | 7        | 1      | 1        | 0      | 35       | 5      |
| Рејнџерс          | 2003/04.          | 23       | 8      | 4        | 0      | 6        | 1      | 33       | 9      |
| Рејнџерс          | Укупно            | 50       | 12     | 11       | 1      | 7        | 1      | 68       | 14     |
| Реал Сосиједад    | 2004/05.          | 15       | 1      | 0        | 0      | —        | —      | 15       | 1      |
| Реал Сосиједад    | Укупно            | 15       | 1      | 0        | 0      | —        | —      | 15       | 1      |
| Евертон           | 2004/05.          | 12       | 1      | 1        | 0      | —        | —      | 13       | 1      |
| Евертон           | 2005/06.          | 29       | 1      | 5        | 1      | 3        | 1      | 37       | 3      |
| Евертон           | 2006/07.          | 35       | 9      | 4        | 0      | —        | —      | 39       | 9      |
| Евертон           | 2007/08.          | 28       | 1      | 2        | 0      | 7        | 3      | 37       | 4      |
| Евертон           | 2008/09.          | 26       | 6      | 3        | 1      | 2        | 0      | 31       | 7      |
| Евертон           | 2009/10.          | 13       | 6      | 1        | 0      | 2        | 0      | 16       | 6      |
| Евертон           | 2010/11.          | 29       | 3      | 4        | 0      | —        | —      | 33       | 3      |
| Евертон           | 2011/12.          | 2        | 1      | 1        | 1      | —        | —      | 3        | 2      |
| Евертон           | Укупно            | 174      | 28     | 21       | 3      | 14       | 4      | 209      | 34     |
| Арсенал           | 2011/12.          | 29       | 6      | 3        | 0      | 6        | 0      | 38       | 6      |
| Арсенал           | 2012/13.          | 34       | 6      | 2        | 0      | 7        | 0      | 43       | 6      |
| Арсенал           | 2013/14.          | 31       | 2      | 6        | 1      | 6        | 0      | 43       | 3      |
| Арсенал           | 2014/15.          | 7        | 0      | 0        | 0      | 4        | 1      | 11       | 1      |
| Арсенал           | 2015/16.          | 9        | 0      | 4        | 0      | 1        | 0      | 14       | 0      |
| Арсенал           | Укупно            | 110      | 14     | 15       | 1      | 24       | 1      | 149      | 16     |
| Укупно у каријери | Укупно у каријери | 421      | 59     | 55       | 7      | 59       | 6      | 536      | 73     |

1  Укључује мечеве у Купу Француске, Лига купу Француске, Купу Шкотске, Лига купу Шкотске, ФА купу и Лига купу Енглеске.

## Статистика као тренер
Ажурирано 21. април 2021.
| Тим     | Од                 | До     | Резултат | Резултат | Резултат | Резултат | Резултат |
| Тим     | Од                 | До     | О        | П        | Н        | И        | Про %    |
| ------- | ------------------ | ------ | -------- | -------- | -------- | -------- | -------- |
| Арсенал | 21. децембар 2019. | данас  | 78       | 42       | 15       | 21       | 1,81     |
| Укупно  | Укупно             | Укупно | 78       | 42       | 15       | 21       | 1,81     |

## Успеси

### Као играч
Париз Сен Жермен
- Интертото куп: 2001.

Рејнџерс
- Шкотска Премијершип лига: 2002/03.
- Лига куп Шкотске: 2003.

Арсенал
- ФА куп: 2013/14, 2014/15.[2]
- ФА Комјунити шилд: 2014, 2015.

### Као тренер
Арсенал
- ФА куп: 2019/20.[15]
- ФА Комјунити шилд: 2020,[16] 2023.